# نشان راجامیترابورن
نشان راجامیترابورن (تایلندی: เครื่องราชอิสริยาภรณ์อันเป็นมงคลยิ่งราชมิตราภรณ์) بالاترین نشان سلطنتی از تایلند است.